# ساشا سوکول
ساشا ماریان سوکول کویلری (به اسپانیایی: Sasha Marianne Sokol Cuillery) خواننده و بازیگر مکزیکی است که در ۱۷ ژوئن ۱۹۷۰ در مکزیکوسیتی زاده شد.

## آلبومها
1. Timbiriche Siete
2. Timbiriche Rock Show
3. Vaselina
4. Timbiriche Navideño
5. Timbiriche en Concierto
6. La Banda Timbiriche (۱۹۸۱)
7. Timbiriche (۱۹۸۱)